# Stenocercus azureus
Stenocercus azureus là một loài thằn lằn trong họ Tropiduridae. Loài này được Müller mô tả khoa học đầu tiên năm 1880.